# Saint-Germain-de-Varreville
 Saint-Germain-de-Varreville  es una población y comuna francesa, situada en la región de Baja Normandía, departamento de Mancha, en el distrito de Cherbourg-Octeville y cantón de Sainte-Mère-Église.

## Demografía
| 165 | 159 | 128 | 126 | 112 | 119 |
| Para los censos de 1962 a 1999 la población legal corresponde a la población sin duplicidades (Fuente: INSEE [Consultar]) |     |     |     |     |     |